# Dargaville
Dargaville ist eine Stadt im Kaipara District der Region Northland auf der Nordinsel von Neuseeland. Der Kaipara District Council hat seinen Sitz in der Stadt.

## Namensherkunft
Die Stadt wurde nach dem Holzhändler und Politiker Joseph McMullen Dargaville (1837–1896) benannt.

## Geographie
Dargaville liegt rund 50 km westlich von Whangārei am nördlichen Ufer des Wairoa River, der von Osten kommend die Stadt in bis zu 500 m Breite passiert. Im südwestlichen Teil der Stadt schwenkt der Fluss mit einem 90-Grad-Knick nach Süden ab. Im Nordosten liegt die Mündung des Nebenflusses Awakino River.
13 km westlich von Dargaville befindet sich Baylys Beach mit einem zu den längsten Sandstränden Neuseelands zählenden Strand, der größtenteils auch befahrbar ist.

## Geschichte
Dargaville wurde während des Booms des Holz- und Bernsteinhandels im 19. Jahrhundert gegründet und war kurzzeitig die bevölkerungsreichste Stadt Neuseelands. Vor allem Siedler aus Dalmatien ließen sich in der Stadt nieder.
Das Gebiet um Dargaville war früher als prosperierende Wirtschaftszone bekannt, deren Grundlage einerseits aus dem Abbau von „Kauri Gum“, einer bernsteinähnlichen, fossilen Form des Dammarharzes durch Gumdigger (Harzsucher) bestand und andererseits auf dem Einschlag von Kauri-Bäumen mit Schwerpunkt um Te Kopuru, mehrere Kilometer südlich am Ufer des Northern Wairoa River, beruhte. Der Fluss wurde zum Transport der eingeschlagenen Stämme zu flussab gelegenen Werften genutzt und das Holz auf Schiffen bis nach Auckland transportiert.

## Bevölkerung
Zum Zensus des Jahres 2013 wurden in Dargaville 4251 Einwohner gezählt, 4,6 % weniger als zur Volkszählung im Jahr 2006.

## Infrastruktur
Nach der Besiedelung erfolgte der Transport mit einem Dampfschiff von Helensville am Südende des Kaipara Harbour aus.
Durch die Stadt führt der New Zealand State Highway 12, der Dargaville mit der Gegend um den Hokianga Harbour im Norden und der Gegend um den Kaipara Harbour im Süden verbindet. Der New Zealand State Highway 14, der in Dargaville vom State Highway 12 abzweigt, verbindet die Stadt mit Whangārei im Osten. Zwei Buslinien verbinden den Ort mit Auckland.

Eine Bahnstrecke, die von der Stadt aus nach Norden führte, wurde für den Holztransport gebaut und 1889 eröffnet. 1923 erreichte sie ihre größte Ausdehnung bis Donnellys Crossing. Sie war zunächst ein Inselbetrieb und wurde erst 1943 durch eine Verlängerung in östliche Richtung mit der Bahnstrecke Auckland–Opua verbunden. Die Streckenast nach Norden wurde 1959 stillgelegt, auf dem nach Osten führenden Ast der Verkehr 2014 eingestellt. Seit 2015 gibt es auf einem Streckenabschnitt zwischen Dargaville und Tangowahine einen touristischen Verkehr mit Motor-Draisinen (umgebauten Golfmobilen).
Flugverbindungen bestehen über einen kleinen Flugplatz und den Flughafen in Whangārei.

## Wirtschaft
Das Gebiet um Dargaville wird von der Landwirtschaft dominiert, dazu gehören Milchwirtschaft, Rinderhaltung und Schafzucht. Eine wichtige Rolle spielte auch die Holzwirtschaft in Form von Plantagen. Das Gebiet um die Stadt ist eines der bedeutendsten Anbaugebiete von Süßkartoffeln (auf Māori Kūmara) in Neuseeland. Sie wird daher auch als Kūmara Capital ("Süßkartoffelhauptstadt") bezeichnet.
An der Küste ist die Muschelart Toheroa zu finden. Diese große und sehr schmackhafte Muschelart wurde in den 1950er und 1960er Jahren überfischt, wodurch die Bestände so alarmierend zurückgingen, dass das Sammeln der Muscheln verboten wurde.

## Tourismus
Von Dargaville aus ist der Waipoua Forest im Norden gut zu erreichen. In dem Wald befinden sich die größten noch existierenden Exemplare des Kauribaumes in Neuseeland. Von ihnen gilt Tāne Mahuta als größter und ältester Baum, übersetzt als „Herr des Waldes“. Weitere Sehenswürdigkeiten sind die Kai Iwi Lakes etwa 25 km nördlich und die Pouto-Halbinsel.

## Persönlichkeiten
- Emma Foy (* 1989), Paracyclerin